# Gudbrandsdal
Gudbrandsdalen (urbano vzhodnonorveško: [ˈɡʉ̂ː(d)brɑnsˌdɑːɳ]) je dolina in tradicionalno okrožje v norveškem okrožju Innlandet (prej Oppland). Dolina je usmerjena v severozahodni smeri od Lillehammerja in jezera Mjøsa ter se razteza 230 kilometrov proti dolini Romsdalen. Skozi dolino teče reka Gudbrandsdalslågen (Lågen), ki se začne pri jezeru Lesjaskogsvatnet in konča pri jezeru Mjøsa. Reka Otta, ki teče skozi dolino Otta, je glavni pritok glavne reke Lågen. Doline pritokov rek, kot sta Otta in Gausa (Gausdal), se običajno štejejo za del Gudbrandsdalena. Skupna površina doline je izračunana iz površin sorodnih občin. Gudbrandsdalen je glavna dolina v spletu manjših dolin. Na zahodni (desni) strani so dolge sosednje doline: Ottadalen se razteza 100 kilometrov od vasi Otta, Gausdal približno 50 kilometrov od Lillehammerja in Heidal približno 40 kilometrov od Sjoa. Gudbrandsdalen poteka med glavnimi gorskimi verigami Norveške, vključno z Jotunheimenom in Dovrefjell-Rondane.
Skupaj z reko Glomma in dolino Østerdalen tvorita reka Lågen in dolina Gudbrandsdalen največji drenažni sistem na Norveškem, ki pokriva večje dele vzhodne Norveške. Po dolini Gudbrandsdalen potekata železniška proga Dovre in evropska avtocesta E6. Dolina je glavni kopenski prometni koridor skozi vzhodno Norveško, od Osla in osrednje vzhodne nižine do Trondheima in Møre og Romsdala.
Dolina je razdeljena na tri dele: Norddalen (severna dolina; občine Lesja, Dovre, Skjåk, Lom, Vågå in Sel), Midtdalen (srednja dolina; občine Nord-Fron, Sør-Fron in Ringebu) in Sørdalen (Južna dolina; občine Øyer, Gausdal in Lillehammer). Občine v dolini spadajo pod okrožno sodišče Vestre Innlandet. Do leta 2016 je bila dolina tudi policijski okoliš. Okrožje Gudbrandsdalen pokriva približno 60 % nekdanjega okraja Oppland.
Glavnega junaka v drami Henrika Ibsena Peer Gynt je navdihnila resnična ali legendarna oseba, ki je živela v dolini v 18. ali 17. stoletju. Ibsen je leta 1862 potoval po dolini in zbiral lokalne zgodbe, legende in pesmi. Ibsen je s svojega potovanja tudi risal, vključno z Elstad in Gudbrandsdalen.

## Etimologija
Ime Gudbrandsdalen pomeni 'dolina/dolina Gudbranda'. Gudbrand (staronordijsko Guðbrandr) je staro moško ime, sestavljeno iz guð, 'bog' in brandr, 'meč'. Ime morda izhaja iz poglavarja (hersir), imenovanega Gudbrand. Po Snorriju Sturlusonu se je okrožje imenovalo tudi i Dalom ('v dolinah') zaradi številnih dolin. Dale-Gudbrand se je naselil v Hundorpu, Sør-Fron. V času Halfdana Črnega je bil »poglavar Gudbrand severno v Gubrandsdalen« (Gudbrand herse nord i Dalom). Kasneje je imel Erik Krvava sekira nasprotnika po imenu Dale-Gudbrand. Po mnenju norveškega modreca je Olaf II. Norveški leta 1021 srečal nekega Dale-Gudbranda, domnevno zadnjega Dale-Gudbranda. Zgodovinarji verjamejo, da je bilo regionalno središče v dobi Vikingov v Hundorpu in da je ime Gudbrand uporabljalo več generacij vladajočih družina. Grobne gomile (tumulus) v Hundorpu kažejo, da so tam pokopani mogočni moški.

## Geografija
Dolina Gudbrandsdalen vključuje najbolj sušno območje na Norveškem. V Skjåku je povprečna letna količina padavin le 278 milimetrov. Dolina leži v padavinski senci gora zahodno (vključno z Jotunheimenom), severno in vzhodno od doline. Dolina je manj razrezana kot doline zahodne Norveške. Kmetovanje je večinoma omejeno na razmeroma ozka območja ob rekah. Gudbrandsdalen in sosednje doline so obdane s širokimi vzpetinami in gorskimi planotami, ki se tradicionalno uporabljajo kot seter ali poletne kmetije.
Julija 1789 je prišlo do poplave Storofsen in Gudbrandsdalslågen je poplavilo. To je največja poplava, zabeležena na Norveškem, dolina pa je bila še posebej prizadeta. Umrlo je 61 ljudi. Okoli 3000 hiš je bilo popolnoma poškodovanih, nekaj tisoč živine se je utopilo. Vsi mostovi so izginili. Reka Lågen se je dvignila do 7 metrov nad normalno raven in je prekrila večino dna doline. Številni kmetje so zapustili svoje poškodovane kmetije in se naselili v Målselvu v okrožju Troms. Druga velika poplava se je zgodila poleti 1995 in ponovno je bilo dno doline v veliki meri prekrito z vodo. Po Storofsenu se je dno doline gorvodno od Sel Church spremenilo v barje in plitva jezera, ker sta kamen in prod spremenila tok Lågena. Od okoli leta 1910 je prizadevanja za izsuševanje pustila približno 500 hektarjev suhih kmetijskih zemljišč na območju, ki je še vedno znano kot barje Sel. Strupena Velika trobelika (cicuta virosa) je uspevala na teh barjih, preden so jih izsušili, in je v norveščini znana kot selsnepe (dobesedno Sel repa). Dno doline v Lesji (med Dombåsom in Loro) je bilo prvotno prekrito s plitvim jezerom. Prizadevanja za izsuševanje iz leta 1860 so odpravila jezero in pustila okoli 1000 hektarjev kmetijskih zemljišč. Osrednji del doline prekriva jezero Losna, globoko približno 50–60 metrov.

## Geologija
Dolina Gudbrandsdalen je glede na celoten razvoj reliefa Norveške zelo stara. Dolina poteka čez višinsko os južnega Skandinavskega gorovja — značilnost, ki bi lahko nakazovala, da je dolina nastala pred tektonskim dvigom Norveške. Dolina je ena od več dolin južne Norveške, ki je že obstajala kot del starodavnega paleiškega reliefa, vendar je imela takrat bolj položna pobočja. Gudbrandsdalen se je prvotno oblikovala in razvila kot dolina rečnega izvora. Šele milijone let kasneje so dolino preoblikovali ledeniki v obdobju kvartarja. Ko se je finoskandijska ledena plošča ob koncu zadnje ledene dobe stopila in umaknila, je v dolini nastalo veliko, a kratkotrajno z ledom zajezeno jezero.

## Zgodovina
Dolino so oblikovale nedavna ledena doba in reke iz sedanjih ledeniških območij v Jotunheimenu in Dovru. V dolini najdemo kosti in zobe mamutov in moškatnih goved, ki so takrat živeli na tem območju. V dolini (in v gorskih predelih okoli) najdemo več sledi lovcev iz kamene dobe. V severnem delu Lillehammerja je v skali vklesan los. Gudbrandsdalen je vedno gostil glavno cesto med Trondheimom in osrednjim vzhodnim nižavjem. V stari norveščini znano kot þjóðvegr (tjodvei), 'cesta ljudi' ali 'cesta vseh'.

### Legendarna zgodovina
Raum Stari je bil oče Dale-Gudbranda in se je naselil v Hundorpu. Dolina Gudbrand je obširno omenjena v Heimskringli (Kronika norveških kraljev) Snorrija Sturlusona. Poročilo o spreobrnitvi Dale-Gudbranda v krščanstvo s strani kralja Olafa (1015–1021) je splošno priznano. Po sagi je Gudbrand tam zgradil cerkev 'v dolinah', verjetno na kmetiji Haave blizu Hundorpa, kjer arheološki dokazi kažejo, da je bila morda prva cerkev v dolini. Leta 1206 so norveškega prestolonaslednika Håkona Håkonssona rešili birkebeinerji (uporniška stranka) s smučarsko progo od Lillehammerja do Rena.
Vse do črne smrti se je naselje razširilo in na obrobju so nastale nove kmetije. Kmetije z imeni -gard, -rud, -hus in -li so večinoma iz tega obdobja širitve. V visokem srednjem veku je obstajalo približno 40 cerkva, večina zgrajenih iz lesa, razen primerov zidanih cerkva v Velikonočnem Gausdalu in Follebuju. Škofijski sedež v Hamarju je bil ustanovljen leta 1152 in njegova jurisdikcija je vključevala Gudbrandsdalen. Cerkvvi v Garmoju in Ringebu sta primera starodavnih lesenih cerkva. Cerkvi Fåvang in cerkev Vågå vključujeta dele starejših cerkva. Črna kuga je med letoma 1349 in 1350 zmanjšala prebivalstvo v Gudbrandsdalu za 50 do 70 %. Saksum, Brekkom, Skåbo, Venabygd in druga okrožja so bila stoletja večinoma zapuščena. Prebivalci z robnih območij so se domnevno preselili v glavno dolino in druga območja s prazno zemljo. Med kugo je umrlo tudi veliko duhovščine in cerkve so propadale. V 16. stoletju je število prebivalcev ponovno doseglo enako raven kot leta 1300. V 15. stoletju je območje imelo okoli 6000 prebivalcev. Pred letom 1665 ni bil opravljen noben popis prebivalstva, podatki o prebivalstvu pa temeljijo na ocenah. To je povzročilo začasno izboljšanje za nižje sloje, saj je krošnjarjev postalo malo in so revni lahko najeli boljše kmetije.

### Starejša zgodovina
Med reformacijo leta 1537 je bila norveška cerkev podrejena lendmennu ali šerifom. Cerkveno posest si je prisvojila krona in kralj je postal največji posestnik v dolini. Bitka pri Kringenu je potekala leta 1612 blizu Otte na Norveškem in lokalni Gudbrandsdøls so premagali škotsko najemniško vojsko. Legende o tej bitki živijo še danes, vključno z zgodbo o tem, kako je kmečko dekle Prillar-Guri zvabilo Škote v zasedo z igranjem na tradicionalni ovnov rog. Popis iz leta 1665 kaže na 13.000 prebivalcev.
V letih od 1670 do 1725 je bila večina kraljevega premoženja razprodana za plačilo vojnih dolgov, najprej uveljavljenim lastnikom, vse bolj pa kmečkim lastnikom. Začelo se je obdobje svobodnih posestnikov in oblikoval se je nov »višji sloj« posestnikov. Storofsa se je zgodila leta 1789 in je največja zabeležena poplava v dolini Gudbrand; več kmetij je bilo uničenih in veliko ljudi je umrlo.

### Moderna zgodovina
Leta 1827 je bilo ustanovljeno mesto Lillehammer. Parnik Skibladner na jezeru Mjøsa in Hovedbanen (prva železnica na Norveškem) je leta 1856 povezal dolino z glavnim mestom Christiania. Železnica Hamar-Selbanen je bila dokončana do Trettena leta 1894. Hamar-Selbanen je spremenil svoje ime v linijo Dovre leta 1921 in skozi dolino je bila dokončana nova glavna železnica med Oslom in Trondheimom. Muzej na prostem Maihaugen, ki razstavlja zgodovinsko arhitekturo iz vseh delov doline, je bil odprt v Lillehammerju leta 1904.
Od okoli leta 1865 se je število prebivalstva močno zmanjšalo zaradi izseljevanja v Severno Ameriko. Do leta 1946 se je večina prebivalcev ukvarjala s kmetijstvom.
Med drugo svetovno vojno so v dolini pri Trettenu in Kvamu ter v Dombåsu potekali hudi boji. Bitka pri Dombåsu je bila poskus zaustavitve nemškega napredovanja. Britanske enote so se v drugi svetovni vojni prvič po dolgih mesecih lažne vojne spopadle z nemškimi enotami v kopenskih bitkah.
Lillehammer je bil kraj afere Lillehammer leta 1973, v kateri so operativci izraelskega Mosada ustrelili in ubili maroškega natakarja, za katerega so zmotno mislili, da je Ali Hassan Salameh, ki je bil vpleten v pokol v Münchnu.
Zimske olimpijske igre 1994 so slavile v Lillehammerju.
Mladinske olimpijske igre 2016 so slavile v Lillehammerju.